# Лятно тръшване (2017)
Лятно тръшване (2017) е кеч WWE Network pay-per-view (PPV) турнир, продуциран от WWE за марките Първична сила и Разбиване. Проведен е на 20 август 2017 в Barclays Center, Бруклин, Ню Йорк. Това е трийсетото събитие в хронологията на Лятно тръшване.

## Заден план
Събитието включва мачове, получени от сценични сюжети и имат резултати, предварително решени от WWE и марките Първична сила и Разбиване. Сюжетите се продуцират по седмичното телевизионно шоу на WWE, Първична сила, Разбиване на живо и шоуто на полутежката дивизия 205 На живо.
В епизода Първична сила на 19 юни, Роуман Рейнс се обявява за главния претендент за Универсалната титла на WWE на Лятно тръшване. По-късно същата вечер Рейнс губи мач срещу Самоа Джо, след като Броун Строуман се завръща и коства мача на Рейнс. На Огнена буря, Строуман побеждава Рейнс в мач с линейки, но Рейнс се възстановява, затваря Строуман в линейката и я блъска в камион, наранявайки Строуман, а Брок Леснар побеждава Джо и запазва своята Универсална титла. На следващата вечер в Първична сила, Главния мениджър Кърт Енгъл поздравява Леснар за победата му на Огнена буря.
Прекъснати са от Рейнс, който казва, че иска да де бие срещу Леснар на Лятно тръшване, но Леснар казва, че той не заслужава. Тогава Джо се появява и казва, че Леснар не го е победил на Огнена буря, а че се е измъкнал. Тогава Енгъл урежда мач, определящ главния претендент за титлата на Лятно тръшване за следващия епизод Първична сила между Рейнс и Джо. По време на мача, Строуман се завръща и атакува Рейнс и Джо. Мачът приключва без победител, тримата се сбиват, като Строуман доминира.
Впоследствие Енгъл казва, че не е сигурен кой ще се бие срещу Леснар на Лятно тръшване. На следващата седмица Енгъл съобщава кой ще се бие срещу Леснар, но е прекъснат от Строуман, Джо и Рейнс, всеки от които твърди, че заслужава мача за титлата. Тогава Енгъл урежда мач Фатална четворка между Леснар, Строуман, Джо и Рейнс за титлата на Лятно тръшване. Тримата се сбиват, но са разделени от останалите кечисти на Първична сила. На следващата седмица Леснар и неговия адвокат Пол Хеймън спорят с Енгъл за залагането на титлата в мач Фатална четворка; Хеймън казва, че ако Леснар загуби Универсалната титла на Лятно тръшване, Леснар ще напусне WWE. По-късно Рейнс побеждава Джо и Строуман в мач Тройна заплаха. На следващата седмица, Леснар и Хеймън са гости на Миз ТВ. Сегмента приключва, когато Леснар прави суплекс и F-5 на Миз и Мизтуража (Бо Далас и Къртис Аксел). По-късно, Строуман побеждава Рейнс в Мач Последният оцелял, с помощта на Джо, който напада Рейнс. В последната Първична сила преди Лятно тръшване четиримата се срещат на ринга, където те се сбиват, но са разделени от охраната и други кечисти на Първична сила.
В епизода Разбиване на 11 юли пълномощникът на Разбиване Шейн Макмеън урежда елиминационен мач Фатална петорка за Бойно поле между Шарлът Светкавицата, Беки Линч, Наталия, Тамина и Лана. Победителката в мача ще се бие срещу Наоми за нейната Титла при жените на Разбиване на Лятно тръшване. Наталия печели мача, след което Наоми предлага да се ръкостискат, но Наталия отказва. В следващия епизод Наталия се заяжда с Наоми, твърдейки че е превърнала титлата в играчка (тъй като Наоми украсява титлата с LED светлини). Наталия добавя, че Наоми не уважава семейство Харт и че тя ще върне честта на титлата на Лятно тръшване. Тогава Мис Договорът в куфарчето Кармела заплашва Наоми с нейния Договор в куфарчето. На следващата седмица Наоми и Линч побеждават Наталия и Кармела, след като Кармела се сменя и впоследствие се предава от Наоми. В епизода на 8 август, Кармела побеждава Наоми в мач без заложба на титлата с помощта на Джеймс Елсуърт, който се завръща от 30-дневно отстраняване. По-късно зад кулисите, Наталия предупреждава Кармела и Елсуърт да не се намесват в нейния мач на Лятно тръшване срещу Наоми. Кармела отвръща, че ще се радва ако тя стане новата шампионка, за да може да използва Договорът в куфарчето и да спечели титлата от нея. На следващата седмица Наталия побеждава Линч, докато Наоми коментира. След мача Кармела и Елсуърт е появяват и казват, че която и да спечели техния мач на Лятно тръшване, впоследствие тя ще загуби от Кармела.
На Огнена буря Саша Банкс побеждава Алекса Блис чрез отброяване, така че Блис запазва своята Титла при жените на Първична сила. На следващата вечер в Първична сила, Банкс и Бейли се изправят срещу Блис и Ная Джакс, където Бейли тушира Блис, както и на следващия епизод в индивидуален мач. В същия епизод, Бейли и Банкс отиват при Главния мениджър Кърт Енгъл, обсъждайки коя трябва да се бие за титлата на Блис. Бейли споменава за двата туша срещу Блис, а Банкс казва, че тя е щяла да бъде шампионка, ако Блис не беше загубила нарочно чрез отброяване на Огнена буря. Тогава Енгъл урежда мач между двете за следващия епизод, победителката в който ще се бие срещу Блис за титлата на Лятно тръшване. Бейли побеждава Банкс, ставайки главната претендентка за титлата на Лятно тръшване. В следващия епизод Бейли побеждава Джакс чрез отброяване, след което Блис неуспешно прави опит да нападне Бейли. На слеследващата вечер е обявено, че Бейли е претърпяла травма на рамото в мача срещу Джакс, което я кара да освободи своя шанс за титлата. Два мача Тройна заплаха се уреждат за следващия епизод, победителките в които ще участват в мач, определящ новата главна претендентка за титлата. Банкс печели първия мач, побеждавайки Алиша Фокс и Ема, а Джакс другата, побеждавайки Дейна Брук и Мики Джеймс. На следващата седмица Банкс побеждава Джакс и става главна претендентка за титлата срещу Блис на Лятно тръшване.
На Бойно поле, Джиндър Махал побеждава Ренди Ортън в мач в Пенджабски затвор и запазва своята Титла на WWE помощта на Братята Синг и Великият Кали. Две вечери по-късно, на Разбиване, Махал настоява за нов претендент, Джон Сина излиза на ринга и го поздравява, задето е шампион, и го предизвиква на Лятно тръшване. Обаче главният мениджър на Разбиване Даниъл Брайън информира Сина, че трябва да спечели тази възможност, уреждайки мач между Сина и Шинске Накамура за следващия епизод, победителят в който ще се бие срещу Махал за титлата на Лятно тръшване. В следващия епизод Накамура побеждава Сина и получава мача за титлата на Лятно тръшване.
В предварителното шоу на Огнена буря Невил побеждава Акира Тозауа и запазва своята Титла в полутежка категория на WWE. На следващата вечер Седрик Алекзандър и Тозауа побеждават Ноам Дар и Невил. На следващата вечер в епизод на 205 На живо Тозауа се бие срещу Ария Давари в мач, който завършва без победител. На следващата седмица в Първична сила Давари побеждава Тозауа служебно. На следващата вечер в 205 На живо Тозауа побеждава Давари. След мача, Давари атакува Тозауа и го запраща в бариера. На следващата седмица по време на интервю зад кулисите с Чарли Карусо, Тозауа казва, че иска ревабш срещу Давари, но Тайтъс О'Нийл прекратява мача. Тогава Тозауа излиза на ринга, но е прекъснат от Невил, който спори с него. След това Давари излиза, нападайки и двамата. На следваща вечер, Давари побеждава Невил чрез отброяване. На следващата седмица Рич Суон Алекзандър и Тозауа побеждават Ти Джей Пи, Дар и Давари. На следващата вечер в 205 На живо Тозауа побеждава Давари, печелейки мач за Титлата в полутежка категория срещу Неви, уреден за Лятно тръшване. В епизода Първична сила на 14 август Тозауа получава своя мач за титлата по-рано, побеждава Невил и става новия шампион в тежка категория, а техния първоначален мач на Лятно тръшване сега е реванш, където Невил е претендента. Мачът е преместен за предварителното шоу на Лятно тръшване.
На Бойно поле, Кевин Оуенс печели обратно Титлата на Съединените щати срещу Ей Джей Стайлс. На следследващия епизод Разбиване Стайлс и Крис Джерико, който се завръща, се заяждат с Оуенс. Двамата заслужават реванш за титлата, така че Пълномощника Шейн Макмеън урежда Тройна заплаха, където Стайлс побеждава и печели титлата. На следващата седмица Оуенс и Стайлс се бият в реванш, по време на който Оуенс атакува по погрешка съдията и губи, въпреки че само едното му рамо е приковано. Ядосания Оуенс настоява за друг реванш със съдия, който може да си върши работата. Главния мениджър на Разбиване Даниъл Брайън урежда мач между Оуенс и Стайлс за титлата, в който Шейн да бъде специалния съдя на Лянто тръшване. На следващата седмица тримата се срещат на ринга, където Шейн споделя, че ще бъде безпристрастен. Впоследствие Оуенс и Стайлс се сбиват и накрая Стайлс без да иска сритва Шейн. На следващата седмица Стайлс се опитва да се извини на Шейн, но Шейн отвръща, че няма защо и че ако на Лятно тръшване Стайлс го нападне, Шейн ще отвърне. Оуенс ги прекъсва, сбива се със Стайлс, но този път Оуенс сритва Шейн без да иска.
В епизода Разбиване на 1 август, Русев отправя предизвикателство за всеки кечист от Разбиване на мач за Лятно тръшване. Ренди Ортън приема предизвикателството и му прави RKO. На следващата седмица, след като Ортън побеждава Джиндър Махал, Русев напада Ортън в гръб. На следващата седмица Ортън прави RKO на Русев в гръб.
На Бойно поле Нов ден (Кофи Кингстън и Ксавиер Уудс с Големият И) побеждават Братя Усо (Джей и Джими Усо) и печелят Отборните титли на Разбиване. В следващия епизод Разбиване, Усо нападат Нов ден, преди да излязат на сцената, за да отпразнуват победата на титлите. На следващата седмица, Усо твърдят, че ще си върнат титлите от Нов ден, уреждайки реванша между двата отбора за Лятно тръшване. На следващата седмица, след като Усо побеждават Тай Дилинджър и Сами Зейн, Нов ден се завръщат и нападат Усо. На последното Разбиване преди Лятно тръшване Усо побеждават Кингстън и Уудс. Обявено е, че Уудс и Големият И ще представляват Нов ден на Лятно тръшване. Мачът е преместен за предварителното шоу на Лятно тръшване.
На Огнена буря, Големият Кас побеждава Ензо Аморе. На следващата вечер в епизода Първична сила, Кас говори за победата си, но е прекъснат от Грамадата, който запраща Кас извън ринга. На следващата седмица, след като Ензо говори, как Грамадата доминира над Кас, Кас излиза на ринга, но Грамадата идва на помощ. Двамата се сбиват и Кас надделява. След това се урежда реванш между Ензо и Кас, който Кас отново печели. Кас продължава да атакува Ензо след мача, дори когато Грамадата отново излиза, за да помогне, но и той също е повален. На следващата седмица Кас побеждава Грамадата чрез дисквалификация, когато Ензо атакува Кас по време на мача. След като Кас удря с крак Ензо, Грамадата го нокаутира. В епизода на 7 август, Люк Галоус и Карл Андерсън побеждават Ензо и Грамадата, след разсейване от Кас. Тримата отново се сбиват, където Грамадата отново нокаутира Кас. По-късно Кас отива при Главния мениджър Кърт Енгъл, настоявайки за мач срещу Грамадата на Лятно тръшване, докато Ензо е отстранен от целия щат Ню Йорк. Енгъл предлага да заключи Ензо в клетка над ринга. Кас приема и мача се урежда за Лятно тръшване. На следващата седмица Кас излиза на ринга, но е прекъснат от Ензо и Грамадата, но Галоус и Андерсън ги нападат, и впоследствие Кас удря ръката на Грмадата във вратата на клетката.
В епизода Първична сила на 17 юли, след като Фин Балър се запътва зад кулисите след мача си срещу Илайъс, Брей Уайът се показва на екрана, казвайки че се наслаждава на болката на Балър и че е неговият най-голям кошмар. На следващата седмица, Уайът коства мача без дисквалификации на Балър срещу Илайъс, правейки му Сестра Абигейл. На следващата седмица, докато Уайът говори на ринга, светлините светват в червено и после угасват. Когато светините светват, Балър се появява и напада Уайът. На следващата седмица, докато Балър говори за Уайът, светлините в залата угасват и се появява Уайът в средата на ринга. Двамата отново се сбиват, но този път светлините отново угасват и Уайът се появява на екрана, смеейки се на Балъ. Впоследствие е обявено, че двамата ще се бият на Лятно тръшване. На следващата седмица, след сбиване по време на епизода, Главния мениджър на Първична сила Кърт Енгъл премества мача им в същия епизод, където Уайът побеждава Балър. След мача Уайът изсипва течност, приличаща на кръв върху Балър. Реванша между двамата се урежда отново за Лятно тръшване, където Балър обещава да бъде под персоната на Краля Демон.
След епизода Разбиване на 1 август по WWE Network, Барън Корбин напада Шинске Накамура, след мача на Накамура срещу Джон Сина, определящ главния претендент за Титлата на WWE срещу Джиндър Махал на Лятно тръшване, който Накамура печели. Сина помага на Накамура, правейки 'Коригиране на отношенията върху коментаторската маса. На следващата седмица, Главният мениджър на Разбиване Даниъл Брайън урежда мач между Сина и Корбин за Лятно тръшване. На последното Разбиване преди Лятно тръшване Корбин напада Сина по време на мача му срещу Махал, коствайки дисквалификация. Впоследствие Корбин използва своя Договор в куфарчето, но след разсейване от Сина, е туширан с превъртане от Махал, който запазва титлата си.
През юли и август 2017, Дийн Амброуз и Сет Ролинс опитват да съединят Щит отново, след като двамата предлагат ключовия удар с юмруци на Щит, но отказват взаимно, заради липса на доверие от предателството на Ролинс преди три години. В епизода Първична сила на 31 юли, Сезаро и Шеймъс се заяждат с Ролинс и по-късно Ролинс побеждава Шеймъс. След мача, Сезаро и Шеймъс нападат Ролинс, но Амброуз идва излиза на ринга и му помага. Зад кулисите, Амброуз казва на Ролинс, че няма да му помогне пак, ако той се забърка с тях отново. На следващата седмица, след като Ролинс губи реванша срещу Шеймъс, той отново е атакуван, но Амброуз не му помага. По-късно Амброуз побеждава Сезаро и е нападнат от двамата, но Ролинс излиза и е спасен от него. Тогава Амброуз показва, че му има доверие и предлага удар с юмруци, но Ролинс отказва. Накарая на 14 август, въпреки че двамата се сбиват, се съюзяват срещу атаката от Сезаро и Шеймъс, удрят се с юмруци и се обединяват. Тогава Главния мениджър на Първична сила Кърт Енгъл излиза на сцената и урежда мач между Шеймъс и Сезаро срещу Амброуз и Ролинс за Отборните титли на Първична сила за Лятно тръшване.
В епизода Първична сила на 29 май коментаторът на Първична сила Кори Грейвс получава съобщение, свързано с Главния мениджър Кърт Енгъл. Показва съобщението на Енгъл, който пита Грейвс как е получил информацията; Грейвс му казва, че е говорил с много хора. Тогава Енгъл му казва, че съобщението може да го съсипе. През следващите седмици, и двамата получават съобщения, свързани с Енгъл. В епизода Първична сила на 10 юли, Грейвс пита Енгъл какво ще прави. Енгъл му казва, че ще го разкрие пред публиката следващата седмица и че може да загуби семейството си, кариерата му може да свърши, и че може да каже сбогом на феновете и кечистите на WWE. По-късно по телефона, Енгъл кани мистериозен човек в следващия епизод Първична сила, за да говорят за това и да го споделят публично заедно. В следващия епизод, Енгъл разкрива, че Джейсън Джордан от Американ алфа е неговия (кейфейб) извънбрачен син. Джордан става кечист на Първична сила, разделяйки Американ алфа. на следващата седмица, Джордан побеждава Кърт Хокинс в своя дебютен мач в Първична сила. След това Джордан е гост на Миз ТВ. Миз предлага на Джордан да се присъедини към неговия антураж, но Джордан отказва и Миз отвръща, твърдейки че Джордан не се нуждае от неговата помощ, тъй като баща му е Главния мениджър на Първична сила. Джордан казва, че не иска да бъде участва в пристрастия, но Миз добавя груби коментари за Енгъл. Тогава Миз се опитва да го удари, но Джордан отвръща и му прави суплекс на Мизтуража (Бо Далас и Къртис Аксел). На 17 август, WWE обявяват, че Миз и Мизтуража ще се бият срещу Харди бойз и Джордан в отборен мач между шестима на предварителното шоу на Лятно тръшване.

## Резултати
| №                                                                                    | Мачове | Правила | Време |
| ------------------------------------------------------------------------------------ | --- | --- | ----- |
| 1П                                                                                   | Миз и (Мизтураж (Бо Далас и Къртис Аксел) (с Марис) победиха Харди бойз (Джеф Харди и Мат Харди) и Джейсън Джордан | Отборен мач между 6 мъже                                                                                           | 11:20 |
| 2П                                                                                   | Невил победи Акира Тозауа (ш) (с Тайтъс О'Нийл)                                                                    | Сингъл мач за Титлата в полутежка категория                                                                        | 11:45 |
| 3П                                                                                   | Братя Усо (Джими Усо) и Джей Усо победиха Нов Ден (Големия И и Ксавиер Уудс) (ш) (с Кофи Кингстън)                 | Отборен мач за Отборните титли на Разбиване                                                                        | 19:20 |
| 4                                                                                    | Джон Сина победи Барон Корбин                                                                                      | Сингъл мач | 10:15 |
| 5                                                                                    | Наталия победи Наоми (ш) чрез предаване                                                                            | Сингъл мач за Титлата при жените на Разбиване                                                                      | 11:10 |
| 6                                                                                    | Големия Кас победи Грамадата                                                                                       | Сингъл мач Ензо Аморе беше заключен над ринга в клетка за акули                                                    | 10:30 |
| 7                                                                                    | Ренди Ортън победи Русев                                                                                           | Сингъл мач | 0:10  |
| 8                                                                                    | Саша Банкс победи Алекса Блис (ш) чрез предаване                                                                   | Сингъл мач за Титлата при жените на Първична сила                                                                  | 13:10 |
| 9                                                                                    | „Демона“ Фин Балор победи Брей Уайът                                                                               | Сингъл мач | 10:40 |
| 10                                                                                   | Дийн Амброуз и Сет Ролинс победиха Сезаро и Шеймъс (ш)                                                             | Отборен мач за Отборните титли на Първична сила                                                                    | 18:35 |
| 11                                                                                   | Ей Джей Стайлс (ш) победи Кевин Оуенс                                                                              | Сингъл мач за Титлата на Съединените щати с Шейн Макмеън специален гост съдия                                      | 17:20 |
| 12                                                                                   | Джиндър Махал (ш) (с Братята Синг) (Сунил Синг и Самир Синг) победи Шинске Накамура                                | Сингъл мач за Титлата на Федерацията                                                                               | 11:25 |
| 13                                                                                   | Брок Леснар (ш) (с Пол Хеймън) победи Броун Строумън, Роман Рейнс и Самоа Джо                                      | Мач фатална четворка за Универсалната титла Ако Леснар загуби титлата Леснар и Хеймън щяха да напуснат Федерацията | 20:52 |
| - (ш) – указва шампиона/шампионите в мача - П – показва, че мача ще бъде преди шоуто | | |       |

1↑ Леснар и Хеймън обявяват, че ще напуснат WWE, ако Леснар загуби Универсалната титла.